# Matt Cartwright
Matthew Alton Cartwright dit Matt Cartwright, né le 1er mai 1961 à Érié, est un homme politique américain, représentant démocrate de Pennsylvanie à la Chambre des représentants des États-Unis de 2013 à 2025.

## Biographie
Après un bachelor of arts du Hamilton College et un juris doctor à l'université de Pennsylvanie, Matt Cartwright devient avocat.
Lors des élections de 2012, il se présente à la Chambre des représentants des États-Unis dans le 17e district de Pennsylvanie. Dans la primaire démocrate, il affronte le représentant sortant Tim Holden. Holden est un centriste, membre de la Blue Dog Coalition, qui selon certains journalistes a survécu à la vague du Tea Party de 2010 grâce à son vote contre l'Obamacare. Cependant, le district qui penchait légèrement vers les républicains est profondément redécoupé en 2012 et devient favorable aux démocrates. La circonscription englobe désormais le comté de Schuylkill ainsi que des parties des comtés de Carbon, Lackawanna, Luzerne, Monroe et Northampton. Cartwright se décrit comme plus à gauche que Holden et fait campagne en critiquant son vote sur l'assurance santé universelle. Il remporte la primaire avec environ 57 % des suffrages. Il est élu représentant avec 60,3 % des voix contre la républicaine Laureen Cummings
En 2014, il se représente et affronte le coroner du comté de Schuylkill, le républicain David Moylan. Il est réélu avec 56,8 % des suffrages. Il remporte un troisième mandat en novembre 2016, rassemblant 54 % des voix dans un district qui accorde pourtant dix points d'avance à Donald Trump lors de l'élection présidentielle concomitante.
À l'approche des élections de 2018, la Cour suprême de Pennsylvanie juge la carte des districts inconstitutionnelle et redessine les circonscriptions. Le 17e district devient le 8e, devenant plus compact mais gardant un équilibre politique similaire. Matt Cartwright affronte le républicain John Chrin, un ancien banquier de Wall Street qu'il accuse de parachutage et de vouloir s'attaquer à la couverture santé. Il est réélu avec 55 % des voix.

## Positions politiques
Matt Cartwright est un démocrate libéral modéré. Il soutient le Patient Protection and Affordable Care Act (ou Obamacare), l'interdiction des fusils d'assaut et le mariage entre couples de même sexe, mais s'oppose à l'avortement. En 2015, lors de l'examen de la loi sur la réforme de politique énergétique, il propose une motion reconnaissant le changement climatique, celle-ci est rejetée par la majorité républicaine.